# Linorez
Linorez je grafička tehnika koja prema podjeli klasičnih tiskovnih postupaka spada u kategoriju visokog tiska.
Kao i kod drvoreza, podloga se obrađuje noževima za tu namjenu. Za razliku od drvoreza, linorez je lakši način rada zbog mekše i jeftinije podloge, tj. linoleuma, koji ne zahtijeva poseban alat za obradu drveta. Mekoća podloge omogućava lakšu izradu i reprodukciju valovitih linija.
Sama tehnika otiskivanja omogućava izradu više različitih ploča za višebojni otisak. Pablo Picasso je koristio višebojnu metodu tiska na način da je nakon otiskivanja svake boje istu ploču rezbario novim detaljima i ponovno otiskivao preko istog otiska. Kao i kod drvoreza, moguć je ručni postupak tiska, kao i tisak u knjigotiskarskim strojevima. Zahvaljujući jednostavosti i brzini izrade, pogodan je za izradu plakata, ilustracija i slično.
Osim Picassa, linorezom su se koristili i Henri Matisse, Walter Inglis Anderson, Georg Baselitz, Maurits Cornelis Escher, Jakiv Jakovič Hnizdovskij i drugi umjetnici.